# 倶利伽羅峠
倶利伽羅峠（くりからとうげ）は、富山県と石川県の境にある砺波山の峠である。倶梨伽羅峠と表記することもある。

## 地理
石川県河北郡津幡町倶利伽羅と富山県小矢部市石坂との境に位置する。この倶利伽羅峠を境にして、東側に砺波平野が、西側に金沢平野が広がっている。
広義には、北に位置する天田峠（あまだとうげ）も含める。

## 歴史
古代より、北陸道がこの峠を通っていた。寿永2年（1183年）、源氏と平氏による戦いがあり、これが倶利伽羅峠の戦いと呼ばれている（詳細は当該項目を参照）。
明治に入り、北陸道を継承した国道20号（2025年現在の国道8号の一部）も倶利伽羅峠を通っていた。1878年（明治11年）の明治天皇の北陸巡幸の際、倶利伽羅峠は急坂で天皇の輿が通れないため、北の天田越（天田峠）が改修され、同年8月13日竣工、8月15日の開通式挙行を経て、後にこちらが国道となった。1899年（明治32年）、北陸本線が富山まで延伸されたときも天田峠の下にトンネルが掘られた。これが、2025年現在の「倶利伽羅トンネル」である。
天田峠越えの国道は最高勾配が11.3%、峠の両側にヘアピンカーブが連なり、幅員も7.0mと狭く、特に積雪時は除雪障害区域として交通確保に困難を極めていた。峠道の全線舗装が完了したのは1961年である。
北陸本線の勾配の緩和を目的として、1955年（昭和30年）9月1日、近くに新しいトンネルを開通させた。この全長2,459mのトンネルは1941年（昭和16年）の着工以降、戦争による中断を経て1953年（昭和28年）3月に工事が再開し、1954年（昭和29年）8月21日に貫通していたもので、この開通の結果、補助機関車による牽引が不要になった。このトンネルは1962年（昭和37年）9月15日の倶利伽羅駅 - 安楽寺信号場間の複線化によって正式に完成し、さらに、2015年（平成27年）3月14日の北陸新幹線長野駅・金沢駅間延伸開業に伴い、あいの風とやま鉄道線に継承された。一方、古いトンネルは、1967年（昭和42年）12月6日より国道8号のトンネルに転用された。それに伴い、天田峠を越える旧道は石川県道・富山県道286号刈安安楽寺線となった。1968年（昭和43年）12月9日にはトンネル内の換気装置の付帯工事が完了した。
倶利伽羅峠を越える道は、1995年（平成7年）に建設省（当時、2025年現在の国土交通省）の歴史国道に選定された。2009年（平成21年）4月28日には、北陸道の峠道が歴史的価値の高い道路遺構であるため石川県の史跡に指定されている。
北陸新幹線については、当初は倶利伽羅トンネルよりも北方に加越トンネルを建設していたが、石動駅を通るルートに変更されて加越トンネルは放棄され、倶利伽羅トンネルに近い位置に「新倶利伽羅トンネル」が建設された（1996年4月23日に貫通）。

## 道路トンネル

### 倶利伽羅トンネル
- 全長957m 、対面2車線の国道8号のトンネルで、幅員8 m、高さ6.3 m[8]。くりからトンネルとも表記されている。
- 1958年に富山・石川両県で倶利伽羅バイパス建設期成同盟会が結成され、1966年4月28日に倶利伽羅バイパスの起工式が行われ（同年3月に取付道路工事に着手）、1967年11月に完成した。これにより天田峠時代と比べて距離は2.5㎞短縮、勾配は1.77%の緩勾配となり、1日1万台の通行が可能となった[19]。
- トンネル内では、石川・富山両県のラジオの再送信を実施している（隣接する小矢部バイパスの源平・小矢部両トンネルでも実施。ただし石川県側の津幡北バイパスの岩崎・倉見両トンネルでは石川県内のラジオ局のみ実施）。対象の放送局はNHKラジオ第1（金沢・富山）、NHKラジオ第2（金沢・富山）、NHK FM（金沢・富山）、北陸放送、北日本放送、エフエム石川、FMとやま。
- 開通当時としては長大なトンネルであったことから、防火設備として警報装置を4か所に設置されている。1968年（昭和43年）には、交通量増大による排気ガス処理を目的とした換気装置（パナソニック製「ジェットファン」としての初号機）が設置された[8][20][21]。
- 2015年度（平成27年度）の1日当たりの交通量は約2万台。国道8号の新潟、富山、石川の県境区間では最も交通量が多い[22]。

### 新倶利伽羅トンネル（仮）
現トンネル北側に延長3 kmの新ルート（富山県小矢部市安楽寺 - 石川県河北郡津幡町河内）を整備する計画で、新ルートは富山側に1号トンネル（延長1,870 m）を、石川側に2号トンネル（延長430 m）をそれぞれ有する。
車道部分はいずれも幅員10.5 mで、車道は1車線当たり幅員3.5 m。また路肩（幅員0.5 m）を片側に設けるほか、現道にはない歩道（幅員2.5 m）も設置する。2019年（令和元年）6月24日までにルートが決定したが開通時期は未定。

## 周辺
- 倶利迦羅不動寺[3] - 養老年間に倶利迦羅不動明王像が安置されたことに始まる古刹。源平合戦（治承・寿永の乱）で消失したがその後に源頼朝により再建された[23]。地名、駅名の由来ともなっている。
- IRいしかわ鉄道・あいの風とやま鉄道 倶利伽羅駅（駅管理はIRいしかわ鉄道の管轄）[4]